# Polina (bande dessinée)
Pour les articles homonymes, voir Polina (homonymie).
Polina est un album de bande dessinée française, dessiné et scénarisé par Bastien Vivès, publiée par KSTЯ en 2011.

## Synopsis
L'histoire d'une jeune danseuse russe, Polina, que l'on suit depuis son entrée à l'académie de danse.

### Personnages
- Polina
- Oxana, la meilleure amie de Polina
- Le professeur Bojinski
- Mme Litovski, professeur au théâtre
- Adrian, le petit ami de Polina
- Alexis, son ami qui l'aimait et qui ne lui fait part de ses sentiments qu'à la fin, quand ils ne peuvent plus être ensemble.

## Récompense
L'album est récompensé en 2012 par le Prix des Libraires de Bande Dessinée et le Grand prix de la critique de l'ACBD.

## Adaptation
- 2016 : Polina, danser sa vie, scénario et réalisation d'Angelin Preljocaj et Valérie Müller